# ۶۱۴ (میلادی)
۶۱۴ (میلادی) ششصد  و چهاردهمین سال تقویم میلادی است.

## درگذشتگان
- درگذشت سلمان فارسی، یکی از صحابه محمد

‎